# Neuquenraptor
Neuquenraptor là một chi khủng long, được Novas & Pol mô tả khoa học năm 2005.